# Condado de Villagonzalo
El condado de Villagonzalo es un título nobiliario español otorgado por el rey Felipe V el 1 de abril de 1705. El título hace referencia a la villa de Villagonzalo de Tormes en Salamanca. 
Su primer titular fue Francisco Maldonado Rodríguez de las Varillas, señor de Villagonzalo, regidor de Salamanca. Con esta concecisón el rey premiaba su actuación para prorrogar en la guerra de Sucesión Española los llamados créditos de Millones destinados a financiar la contienda. Al quinto conde, Francisco de Paula Maldonado y Villaroel, Carlos IV le concedió, en 1794, la grandeza de España.

## Condes de Villagonzalo
|                                 | Titular                                       | Periodo                         |
| Creación por Felipe V de España | Creación por Felipe V de España               | Creación por Felipe V de España |
| ------------------------------- | --------------------------------------------- | ------------------------------- |
| I                               | Francisco Maldonado Rodríguez de las Varillas | 1705-1708                       |
| II                              | Joaquín Maldonado Porres                      | 1708-1761                       |
| III                             | Vicente Maldonado Boil                        | 1761-1789                       |
| IV                              | Francisco de Paula Maldonado Boil             | 1789-1799                       |
| V                               | Francisco de Paula Maldonado y Abraldes       | 1799-1847                       |
| VI                              | Miguel José Maldonado y Maldonado             | 1847-1852                       |
| VII                             | Mariano Maldonado y Dávalos                   | 1852-1921                       |
| VIII                            | Fernando Maldonado y Salabert                 | 1921-1936                       |
| IX                              | Juan Andrés Maldonado y Chavarri              | 1936-1995                       |
| X                               | Fernando Maldonado y Muguiro                  | 1995-actual titular             |

## Historia de los condes de Villagonzalo
1. Francisco Maldonado Rodríguez de las Varillas, nacido en 1652, hijo de D. Gonzalo Maldonado de Tejada, señor de Villagonzalo de Tormes y de Inés Rodríguez de las Varillas. 
1. Casado con Teresa de Guzmán Anaya y con Ana Teresa de Porres Tapia, nieta materna de los vizcondes de Mendinueta. De este segundo matrimonio le sucedió su hijo:

2. Joaquín Maldonado Porres, nacido el 10 de marzo de 1705.
1. Casado con Josefa Boil de la Scala. Le sucedió su hijo:

3. Vicente Maldonado Boil, nacido hacia 1730. En 1751 sucedió a su abuelo materno en el marquesado de la Scala, usándose a partir de entonces como título de los primogénitos de la casa de Villagonzalo. 
1. Casado con Manuela Antonia Fernández de Villarroel Villacís, VI marquesa de San Vicente del Barco. Sin descendencia, le sucedió su hermano:

4. Francisco de Paula Maldonado Boil nacido el 12 de abril de 1735.
1. Casado con Gertrudis María de Abraldes, le sucedió su hijo:

5. Francisco de Paula Maldonado y Abraldes, nacido en 1770.
1. Casó con Micaela Maldonado y Hornaza, hija de los marqueses de Castellanos. Le sucedió su hijo:

6. Miguel José Maldonado y Maldonado, nacido en 1792.
1. Casó con Bruna Muzquiz y Ugarte, III condesa de Gausa. Viudo de esta volvió a casar con María Andrea Dávalos y Portillo, que viuda a su vez casaría con el conde del Puerto.  Fue su hijo:

7. Mariano Maldonado y Dávalos, nacido en 1851, Embajador de España y senador por derecho propio.
1. Casó con Fernanda de Salabert y Arteaga, IX marquesa de Valdeolmos, que tendrán como sucesor a su hijo primogénito:

8. Fernando Maldonado y Salabert, nacido en 1880.  
1. Casado con Esperanza Chávarri y Aldecoa. Falleció de una congestión tras rescatar a su hija que se bañaba en el Tormes unos días antes de comenzar la Guerra Civil Española.[2] Le sucederá su hijo:

9. Juan Andrés Maldonado y Chávarri, nacido en 1921.   
1. Casado con Teresa Muguiro y Gil de Biedma,  de las casas condales de Muguiro y de Sepúlveda. Le sucederá su hijo:

10. Fernando Maldonado Muguiro, nacido el 6 de abril de 1954. 
1. Casado con Carmen Muguiro y Miranda.